# کیجی تاکاچی
کیجی تاکاچی (انگلیسی: Keiji Takachi؛ زادهٔ ۲۳ آوریل ۱۹۸۰) بازیکن فوتبال اهل ژاپن است.
از باشگاه‌هایی که در آن بازی کرده‌است می‌توان به باشگاه فوتبال توکیو وردی و باشگاه فوتبال ساگان توسو اشاره کرد.